# Elle (Death Note)
L Lawliet (エル・ローライト?, Eru Rōraito), conosciuto semplicemente come Elle (エル?, Eru), è un personaggio del manga Death Note, creato da Tsugumi Ōba e Takeshi Obata. Appare anche in numerose opere derivate, tra cui le due light novel, i tre videogiochi di Death Note e la serie televisiva anime, dove è doppiato da Kappei Yamaguchi in giapponese e da Stefano Crescentini in italiano. È interpretato inoltre da Ken'ichi Matsuyama nei tre film live action giapponesi, da Kento Yamazaki nel dorama e da Lakeith Stanfield nel lungometraggio live action statunitense.
Nella serie Elle è il miglior detective privato del mondo, che ha risolto numerosi casi internazionali servendosi di multiple identità fittizie. Viene chiamato dall'Interpol a indagare sul caso Kira. Egli inizia presto a sospettare di Light Yagami, ma, pur scoprendo dell'esistenza dei Death Note e della natura soprannaturale degli omicidi, non riesce a trovare prove decisive per confermarne la colpevolezza.
Elle ha un'intelligenza straordinaria e spiccate abilità deduttive. Per contro ha un aspetto trasandato, una passione per i dolci e diversi tic comportamentali. È stato accolto positivamente da pubblico e critica e si è rivelato uno dei personaggi più popolari tra i fan della serie e di fumetto e animazione giapponese in generale.

## Creazione e sviluppo
L'autore Tsugumi Ōba concepì il personaggio di Elle come un «araldo di giustizia» e un «super detective» che si contrappone al protagonista Light Yagami e ai suoi scopi. Lo scrittore lo rese un giovane adulto, poiché temeva che la storia non sarebbe risultata altrettanto interessante se il detective fosse stato notevolmente più anziano del suo avversario. Per il nome desiderava utilizzare una singola lettera dell'alfabeto carica di significati e, dopo aver vagliato a lungo anche "I" e "J", si decise infine per "L". In seguito Ōba tratteggiò la personalità e le abitudini del personaggio, in particolare le sue pose, il suo modo di sedere, la sua passione per i dolci e il fatto che fosse inglese e apatico. Per non farlo apparire troppo eccentrico, tuttavia, e fargli perdere credibilità, fece in modo di rivelare le sue manie in modo graduale dopo aver mostrato il suo volto.
Ōba affidò il character design interamente al disegnatore Takeshi Obata. L'artista si immaginò inizialmente Elle come un giovane di bell'aspetto; ma, a partire dal capitolo 11, quando il personaggio rivela per la prima volta il suo volto, decise in accordo con Ōba di rendere il suo aspetto meno attraente, in contrasto con quello di Light. Per venire incontro alle richieste del curatore della serie di rendere più accattivante il profilo del personaggio, Obata aggiunse occhiaie al volto di Elle, ispirandosi al personaggio di Akira Fudo del manga Devilman. Ciò gli permise di affinare lo sguardo del personaggio e di alimentare nei lettori speculazioni sul suo stile di vita e sul suo passato. Il disegnatore rappresentò inoltre Elle con gli occhi neri e le sopracciglia quasi assenti, conferendogli un senso di mistero e di indecifrabilità. Come vestiario Obata ripiegò su una semplice maglietta bianca a maniche lunghe e dei jeans, per trasmettere l'idea che Elle non si curi dello stile dei suoi vestiti. Non indossa quasi mai le scarpe o le calzature, preferendo andare a piedi nudi, anche in pubblico, senza preoccuparsi.

## Descrizione
In Death Note L Lawliet è il miglior detective privato del mondo. Per proteggere la sua identità preferisce agire nell'anonimato, non mostrare mai il suo volto in pubblico e nascondersi dietro diverse identità, tra cui Elle, Ryuzaki (竜崎?, Ryūzaki), Hideki Ryuga (流河 旱樹?, Ryūga Hideki), Eraldo Coil (エラルド＝コイル?, Erarudo Koiru) e Deneuve (ドヌーヴ?, Donūvu); le ultime due si sono addirittura guadagnate la reputazione di secondo e terzo miglior detective del mondo. Dirige tutte le sue operazioni tramite mezzi elettronici o ricorrendo al suo assistente Watari.
Stando a un'affermazione di Ōba, Elle è per un quarto giapponese, per un quarto inglese, per un quarto russo e per un quarto francese o italiano. Il suo aspetto trasandato, fiacco e compassato e la sua personalità introversa ne mascherano le straordinarie capacità deduttive e di discernimento. Elle tende a mettere in discussione ogni indizio che gli si presenta ed è estremamente meticoloso e analitico. Durante le indagini esprime in percentuali la probabilità che un sospetto sia il colpevole. Tuttavia, a detta di Ōba, anche quando esprime percentuali basse in realtà potrebbe pensare a valori sopra il 90%. Secondo l'autore, le percentuali riflettono lo stato di animo del personaggio e risultano poco attendibili, «anche perché lui è un gran bugiardo». Inoltre Ōba ha aggiunto che Elle è il personaggio più intelligente di Death Note perché «la trama lo richiede» e che lo considera «leggermente cattivo».
Elle possiede delle abitudini peculiari, tra cui la tendenza a esaminare o tenere oggetti delicatamente tra il pollice e l'indice della mano o a stare seduto con le ginocchia rannicchiate, perché, come afferma lui stesso, le sue capacità intellettive diminuiscono del 40% quando si siede normalmente. Un'altra particolarità legata alla sua posizione da seduto è quella di strofinarsi i piedi l'uno sull'altro, piedi che lascia sempre nudi, rifiutando di indossare calzini e scarpe se non in strada. Ha una passione per i dolci, che consuma smodatamente in ogni momento della giornata. Egli stesso tuttavia afferma di non ingrassare perché le calorie che ingerisce vengono bruciate dall'elevato utilizzo che fa del suo cervello, l'organo che consuma più energia nel corpo umano. Nonostante non ne dia l'impressione, Elle è anche atleticamente dotato, dimostrandosi un abile giocatore di tennis e un esperto di capoeira.

### Nome

Il simbolo di Elle

Nell'originale giapponese il vero nome del personaggio è L Lawliet (エル・ローライト?, Eru Rōraito) e il suo soprannome la sola lettera L dell'alfabeto latino, che come tale è stata mantenuta in tutte le edizioni del mondo. Nella versione italiana del manga a cura di Panini Comics il nome è stato cambiato in Elle, cioè il suono della pronuncia della lettera stessa.
Il simbolo che Elle adotta per rappresentare il suo nome deriva dalla L maiuscola del font Old London.

## Storia
Poche sono le informazioni sulla vita di Elle, salvo che è un orfano che conobbe e fu adottato da Watari all'età di otto anni, come precisato da Mello nella light novel Another Note: Il serial killer di Los Angeles. Poco dopo il suo arrivo alla Wammy's House, le sue capacità vennero notate da Watari, il quale raccolse attorno a lui altri bambini e ragazzi dalle doti eccezionali per individuare il suo successore. Negli anni a venire Elle risolse svariati casi e si guadagnò la reputazione di miglior detective del mondo.
Quando iniziano gli omicidi di Kira, l'Interpol chiede aiuto a Elle nelle indagini. Scoperto con uno stratagemma che Kira si trova in Giappone, Elle decide di recarsi di persona sul posto e di presentarsi e collaborare con la polizia nipponica. Ai membri della squadra investigativa chiede inoltre di riferirsi a lui col nome Ryuzaki. Elle inizia presto a sospettare di Light Yagami, ma non è in grado di raccogliere alcuna prova concreta. Nonostante in diverse situazioni Light sembri essere scagionato dalle circostanze, il detective rimane scettico della sua innocenza. A complicare il caso interviene la idol Misa Amane, la quale, ottenuto un proprio Death Note tramite la shinigami Rem, inizia a supportare Light come secondo Kira. Infine Light convince Rem a scrivere sul proprio Death Note il vero nome di Elle, facendole credere che sia l'unico modo per salvare la vita di Misa, a cui nel frattempo la shinigami si è affezionata. Elle muore così di arresto cardiaco davanti agli occhi di Light, il quale assume la sua identità alla guida della squadra investigativa del caso Kira. Quando però alcuni anni dopo i successori di Elle, Near e Mello, iniziano a stringere il cerchio intorno a lui, Light si sente perseguitato dalla memoria del detective, che anche da morto sembra ancora continuare a sfidarlo.

## Altre apparizioni

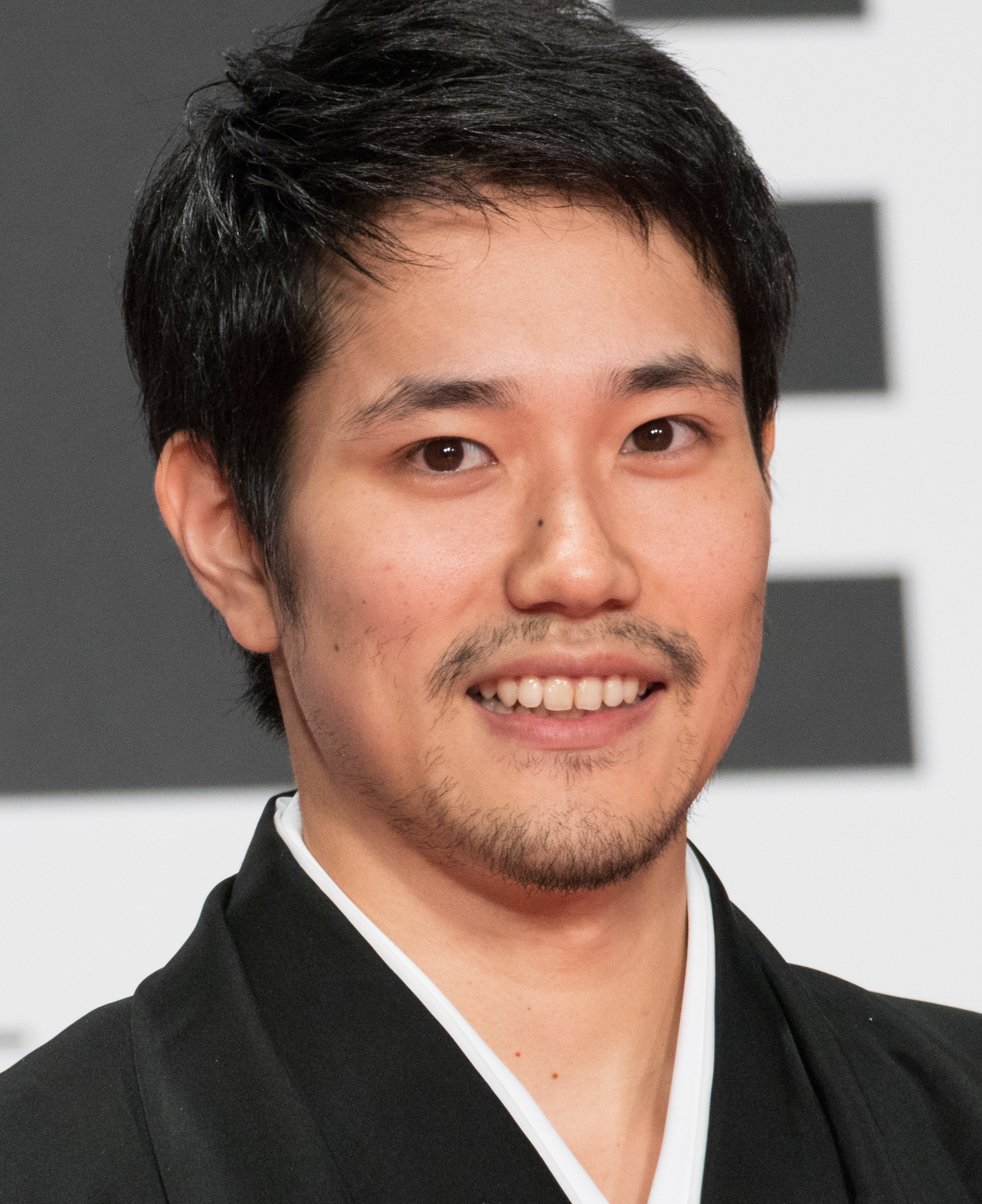
Ken'ichi Matsuyama interpreta Elle nei film live action Death Note - Il film, Death Note - Il film: L'ultimo nome e L change the WorLd

Il personaggio di Elle è interpretato da Ken'ichi Matsuyama nei tre film live action giapponesi prodotti da Nippon Television. Il secondo film della trilogia, Death Note - Il film - L'ultimo nome, si discosta dal materiale originale in quanto Elle riesce nel finale a sconfiggere Light. Avendo intuito infatti che Kira intendeva ucciderlo tramite il Death Note, il detective aveva scritto di persona il suo nome sul quaderno, invalidando la successiva aggiunta di Rem e rivelando al tempo stesso Light come Kira. Mentre Light viene quindi ucciso da Ryuk, Elle sopravvive per altri 23 giorni, come aveva specificato nelle condizioni sul Death Note, al termine dei quali muore serenamente dopo aver bruciato tutti i quaderni rimanenti. Nel film L change the WorLd, che si colloca durante i 23 giorni che rimangono da vivere a Elle, il detective decide di risolvere un ultimo caso, tentando di fermare un'organizzazione eco-terroristica intenzionata a diffondere nel mondo un virus letale. Durante le indagini Elle conosce il piccolo Near. Nella light novel omonima, invece, Elle ha già indicato da tempo Near come suo successore.
Il detective è interpretato inoltre da Teppei Koike e Kim Jun-su, rispettivamente nelle versioni giapponesi e coreane del musical di Death Note, e da Lakeith Stanfield nel film statunitense del 2017 Death Note - Il quaderno della morte. Nel dorama del 2015, Kento Yamazaki veste i panni di Elle. Il personaggio presenta alcune differenze rispetto alla sua caratterizzazione originale: è un gran bevitore di succhi di frutta, ha un aspetto meno trasandato e veste dei pantaloni bianchi al posto dei jeans.
Elle è il protagonista della light novel Another Note: Il serial killer di Los Angeles, un prequel di Death Note in cui il detective deve investigare una serie di omicidi compiuti da Beyond Birthday. In questo romanzo Elle conosce per la prima volta Naomi Misora e Raye Penber.

## Accoglienza
Presso il pubblico occidentale Elle è considerato uno dei personaggi anime più popolari. La redazione di IGN lo ha classificato al 19º posto nella lista dei 25 migliori personaggi apparsi negli anime, scrivendo: «Ogni protagonista che si rispetti necessita di una sfida, ed Elle costituisce l'avversario di cui la serie di Death Note necessitava per attrarre i fan». Nel 2007 Oricon ha promosso un sondaggio sui personaggi che il pubblico giapponese vorrebbe maggiormente vedere in una serie spin-off dedicata; in quest'occasione Elle venne votato al primo posto.
Sia Ōba che Obata hanno indicato Elle come il loro personaggio preferito di Death Note, con l'autore che ha motivato la sua scelta definendolo il personaggio più forte della serie accanto a Light, e l'illustratore che ha invece citato il suo «aspetto, carattere, [in pratica] ogni cosa». Nel 2007, Tom S. Pepirium di IGN ha descritto Elle come il «personaggio di anime più fico e meglio sviluppato al giorno d'oggi», apprezzando in particolar modo la cura riposta nella sua presentazione. La maggior parte della critica e dei fan ha apprezzato a tal punto i duelli psicologici tra il detective e Light, da indicarli come il punto di forza della serie e da disamorarsi di Death Note non appena Elle è uscito di scena.
La Society for the Promotion of Japanese Animation (SPJA) ha premiato nel 2008 il doppiatore inglese di Elle, Alessandro Juliani, e nel 2009 il doppiatore giapponese, Kappei Yamaguchi, come migliori doppiatori dell'anno. La stessa SPJA ha indicato Elle come il miglior personaggio maschile del 2009. La rivista britannica Neo ha invece classificato Elle al primo posto come miglior personaggio manga del 2007.